# Caleb Ewan
Caleb Ewan (født 11. juli 1994) er en australsk forhenværende cykelrytter indenfor landevejs- og banecykling, der ved karrierestoppet i maj 2025 kørte for Ineos Grenadiers. Han var sprinter.